# Монтьель Ольвера, Армандо
Армандо Монтьель Ольвера (исп. Armando Montiel Olvera; 14 октября 1916, Сан-Хуан-Теотиуакан — 20 июня 1984, Мехико) — мексиканский пианист, композитор, дирижёр и музыкальный педагог.
Учился в Национальной консерватории, в том числе у Мануэля Понсе и Хосе Ролона (композиция), Хоакина Ампарана (фортепиано), Хосе Рокабруны и Луиса Салома (дирижирование), окончив класс фортепиано в 1940 году и класс композиции в 1941-м. Совершенствовался как пианист под руководством Клаудио Аррау.
Концертировал с 1930-х гг., в 1939 г. выступил с фортепианными сочинениями своего учителя Понсе на концерте в его честь. С 1946 г. работал в Национальной опере как дирижёр, а затем и как директор Оперной академии. Основатель и первый руководитель (1965) Американского фестиваля камерной музыки. В 1977—1983 гг. директор Национальной консерватории.
Автор балета «Магазин грёз» (исп. Tienda de sueños; 1956), Мексиканского концертино для фортепиано с оркестром (1943), фортепианных сочинений, из которых наиболее известны Четыре мексиканских танца (1946), органной и вокальной музыки.